# Ratachizm

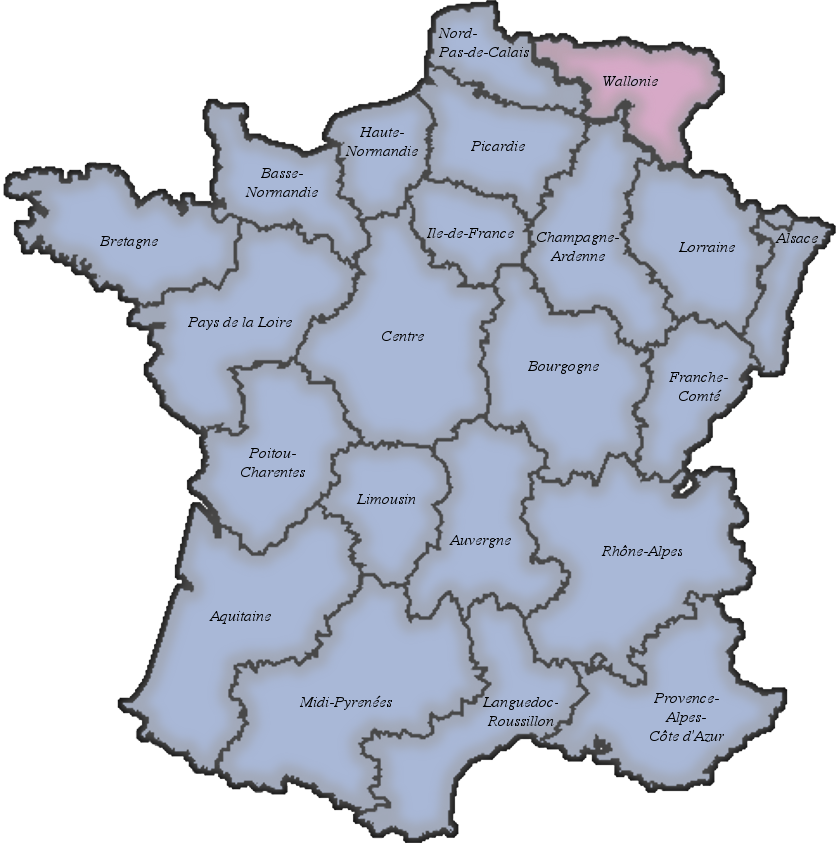
Francja plus Walonia

Ratachizm – ruch społeczno-polityczny dążący do przyłączenia francuskojęzycznej części Belgii do Francji.